# Aphelandra wurdackii
Aphelandra wurdackii är en akantusväxtart som beskrevs av Wasshausen. Aphelandra wurdackii ingår i släktet Aphelandra och familjen akantusväxter. Inga underarter finns listade i Catalogue of Life.